# Babita Kumari
Babita Kumari (ur. 20 listopada 1989) – indyjska zapaśniczka walcząca w stylu wolnym. Olimpijka z Rio de Janeiro 2016, gdzie zajęła trzynaste miejsce w kategoria 53 kg.
Brązowa medalistka mistrzostw świata w 2012. Piąta na igrzyskach azjatyckich w 2014. Brązowa medalistka mistrzostw Azji w 2013. Mistrzyni igrzysk wspólnoty narodów w 2014 i druga w 2010 i 2018. Czwarta w Pucharze Świata w 2013. Mistrzyni Wspólnoty Narodów w 2009 i 2011. Wicemistrzyni świata juniorów w 2007 roku.
Pochodzi z rodziny zapśniczej. Jest siostrą Geety Phogat, Sangeety Phogat, Vinesh Phogat i kuzynką Ritu Phogat, a córką Mahavira Singha Phogata.
W roku 2015 została laureatem nagrody Arjuna Award.